# دونالد او. هب
دونالد اولدینگ هب (انگلیسی: Donald Olding Hebb؛ زاده ۲۲ ژوئیهٔ ۱۹۰۴ درگذشته ۲۰ اوت ۱۹۸۵) یک روان‌شناس و عصب‌پژوه اهل کانادا بود.